# 薩赫勒-沃克·祖德
莎莉域·施達（吉茲字母：ሳህለወርቅ ዘውዴ，1950年2月21日—）是一名衣索比亞政治人物，第4任埃塞俄比亞總統，亦是國內第一位女總統，於2018年10月25日由聯邦議會投票選出。施達曾經是外交官，並擔任聯合國秘書長古特雷斯駐非洲联盟的特使。

## 學歷
施達在法國蒙彼利埃大学修讀自然科學，能讲流利的阿姆哈拉语、法语和英语。

## 外交生涯
1989年至1993年期間，施達担任駐塞内加尔大使，同時負責马里、佛得角、几内亚比绍、冈比亚和几内亚的事務。1993年到2002年，施達改任驻吉布提大使和東非政府发展管理組織。2002年至2006年則改任駐法国大使、駐联合国教科文大使並負責突尼斯和摩洛哥的外交事務。施達曾經担任特别代表和联合国建设和平综合办事处（中非共和國）處長。此前，她还擔任了其他高级职位，其中包括埃塞俄比亚駐非洲联盟的常驻代表、联合国非洲经济委员会和对埃塞外交部轄下的非洲事務部總幹事。2011年，施達被联合国秘书长潘基文任命为联合国内罗毕办事处的總幹事，也是首位以副秘書長的身份擔任該職位的外交官。2018年10月25日，施達獲任命為埃塞俄比亞總統，為第一名擔任該職位的女性。

## 外部鏈結
- 联合国新闻稿